# Silo de Montijo II
El silo de Montijo II es un silo de grano situado en el municipio español de Montijo, en la provincia de Badajoz. Las instalaciones se encuentran ubicadas junto a la estación de ferrocarril

## Historia
Su construcción fue promovida por el Servicio Nacional de Productos Agrarios (SENPA), heredero del antiguo Servicio Nacional del Trigo que había operado durante el régimen franquista. Pertenece a la serie de los llamados «macrosilos», caracterizados por poseer una gran capacidad de almacenaje de productos agrícolas y por el alto grado de mecanización de sus instalaciones. La unidad entró en servicio en 1985, contando con una capacidad de almacenamiento de 20.000 toneladas.

## Características
Se trata de un silo del tipo T. Las unidades de esta tipología poseen una altura máxima de 52 metros, estando constituida su estructura por un conjunto de celdas cuadrangulares y trapezoidales de hormigón armado; cada celda cuadrangular tiene un diámetro de 4,30 metros, mientras que en las celdas trapezoidales la superficie es algo menor. Las instalaciones presentan un alto grado de mecanización, lo que les confiere una gran funcionalidad de cara a las labores de depósito. El silo posee una capacidad de almacenamiento de 20.000 toneladas.
Antaño, las instalaciones estaban enlazadas con la red ferroviaria a través de un ramal que partía de la estación de Montijo. Esta derivación se prolongaba en una vía destinada a la carga del grano.